# Villebaudon
Villebaudon è un comune francese di 291 abitanti situato nel dipartimento della Manica nella regione della Normandia.

## Società

### Evoluzione demografica
Abitanti censiti